# Джанет Дейли
Джанет Дейли (на английски: Janet Dailey) е американска писателка на многобройни бестселъри в жанра романс и романтичен уестърн.

## Биография и творчество
Джанет Дейли, рож.име Джанет Ан Харадон, е родена на 21 май 1944 г. в Сторм Лейк, Айова, САЩ, в семейството на Бойд и Луиз Харадон. Баща ѝ е земеделски производител. Има три по-големи сестри, които често ѝ четат приказки като награда. Бързо се научава да чете сама и още на 4 години има библиотечна карта. Много обича да чете романтична литература. През 1962 г. завършва гимназия „Джеферсън“ в Индъпендънс, Айова, след което учи в училище за секретарки в Омаха, Небраска.
Започва работа като секретарка в строителна фирма (1963–1974), собственост на бъдещия ѝ съпруг, Бил Дейли, който е петнадесет години-възрастен от нея. Двамата работят заедно в Небраска и Айова, като често изкарват по 17 часа в денонощието, седем дни в седмицата. Въпреки заетостта си тя продължава да чете романси в свободното си време, като често е критична към произведенията на авторите.
След като за пореден път твърди, че може да напише по-добър романс, тя решава да опита на практика с подкрепата на съпруга си. Продава първия си ръкопис на „Harlequin“ и романсът ѝ „No Quarter Asked“ от трилогията „Корд и Стейси“ е издаден през 1974 г. Работа по романите я увлича, тя се посвещава на писателската си кариера и бързо става една от най-плодовитите писателки на романси в Америка. В най-успешните си дни тя дори си поставя за цел да пише по 15 страници на ден започвайки в тъмни зори. Постигайки искания обем, обикновено до обяд, прекъсва работа, за да продължи отново през следващия ден.
Джанет Дейли е една от първите писателки, които започват да пишат самостоятелни романси, които не са включени в определена от издателствата тематична линия. Първият от тях, който влиза в списъците на бестселърите, е „Touch the Wind“ през 1979 г.
Писателката е автор на една от най-дългите серии романси „Американа“, която включва 50 книги представящи истории за всеки един щат от САЩ. За това си постижение тя е включена в Книгата за рекорди на Гинес.
През 1981 г. Джанет Дейли започва популярната си серия от уестърни „Калдър“, в които героинята вече не е в обичайната пасивна роля, а става главен герой във всички отношения. Тя въвежда ситуации, които обикновено не се срещат в уестърните.
За своето творчество получава наградата „РИТА“ – „Златно сърце“ през 1981 г., и през 1983 г. наградата за съвременен романс на списание „Romantic Times“.
През 1997 г., след сигнал на читател, Джанет Дейли е обвинена от писателката Нора Робъртс в плагиатство. Постигнато е споразумение, и през 1998 г. романите от серията „Аспен“ са свалени от продажби, а приходите от тях са дарени за борбата с неграмотността. Скандалът отменя и наградата за романси със социална насоченост учредена на нейно име през 1993 г.
След кратък период на творчески отпуск, през 2001 г. Джанет отново се връща към писането със същата страст. Романите ѝ продължават да радват читателите със забавните си сюжети и неизменния щастлив край.
Произведенията на Джанет Дейли често са в списъците на бестселърите. Те са преведени на 19 езика и са издадени в 98 страни в над 325 милиона екземпляра.
Джанет Дейли се премества през 1980 г. в Брансън, Мисури. Умира в дома си на 14 декември 2013 г.

## Произведения

### Самостоятелни романи
- Something Extra (1975)
- Sweet Promise (1976)
- The Ivory Cane (1977)
- The Master Fiddler (1977)
- Touch the Wind (1979)
- The Rogue (1980)
- Ride Thunder (1980)
- The Hostage Bride (1981)
- Ритуалът на нощта, Nightway (1981)
- The Lancaster Men (1981)
- Foxfire Light (1982)
- Terms of Surrender (1982)
- Wildcatter's Woman (1982)
- For the Love of God (1982)
- Mistletoe and Holly (1982)
- The Second Time (1982)
- Separate Cabins (1983)
- The Best Way to Lose (1983)
- Western Man (1983)
- Leftover Love (1984)
- Silver Wings Santiago Blue (1984)
- The Pride of Hannah Wade (1985)
- The Glory Game (1985)
- The Great Alone (1986)
- Непознатата сестра, Heiress (1987)
- Rivals (1988)
- Маскарад, Masquerade (1990)
- Любов и омраза, Tangled Vines (1992)
- The Healing Touch (1994)
- Riding High (1994)
- Волни и горди, The Proud and the Free (1994) – издадена и като „American Dreams“
- Legacies (1995)
- Скандално известна, Notorious (1996)
- Castles in the Sand (1996)
- Wild Action (1997) – с Даун Стюърдсън
- Scrooge Wore Spurs (1997)
- A Capital Holiday (2001)
- Because of You (2002)
- Can't Say Goodbye (2002)
- The Not Forgotten War (2003)
- Maybe This Christmas (2003)
- Eve's Christmas (2006)
- Something More (2007)
- Man of Mine (2007)
- Wearing White (2007)
- With This Kiss (2007)
- Mistletoe and Molly (2007)
- Searching For Santa (2008)
- American Destiny (2009)
- Santa in a Stetson (2009)
- Drawing Fire (2011)
- To Santa with Love (2011)
- A Cowboy Under My Christmas Tree (2012)
- Merry Christmas, Cowboy (2013)

### Серия „Корд и Стейси“ (Cord and Stacy)
1. No Quarter Asked (1974)
2. Fiesta San Antonio (1977)
3. For Bitter or Worse (1978)

### Серия „Американа“ (Americana)
романите са подредени по азбучен ред на имената щатите
1. Dangerous Masquerade: Alabama (1976)
2. Northern Magic: Alaska (1982)
3. Sonora Sundown: Arizona (1978)
4. Valley of the Vapours: Arkansas (1976)
5. Fire and Ice: California (1975)
6. After the Storm: Colorado (1975)
7. Difficult Decision: Connecticut (1980)
8. The Matchmakers: Delaware (1977)
9. Southern Nights: Florida (1980)
10. Night of the Cotillion: Georgia (1976)
11. Kona Winds: Hawaii (1979)
12. The Traveling Kind: Idaho (1981)
13. A Lyon's Share: Illinois (1976)
14. The Indy Man: Indiana (1977)
15. The Homeplace: Iowa (1976)
16. The Mating Season: Kansas (1980)
17. Bluegrass King: Kentucky (1977)
18. The Bride of the Delta Queen: Louisiana (1978)
19. Летен махагон, Summer Mahogany: Maine (1978)
20. Bed of Grass: Maryland (1979)
21. That Boston Man: Massachusetts (1979)
22. Enemy in Camp: Michigan (1980)
23. Giant of Mesabi: Minnesota (1978)
24. A Tradition of Pride: Mississippi (1981)
25. Show Me: Missouri (1976)
26. Необятно небе, Big Sky Country: Montana (1977)
27. Boss Man from Ogallala: Nebraska (1975)
28. Reilly's Woman: Nevada (1977)
29. Каменно сърце, Heart of Stone: New Hampshire (1980)
30. One of the Boys: New Jersey (1980)
31. Land of Enchantment: New Mexico (1975)
32. Пази се от непознати, Beware of the Stranger: New York (1978)
33. That Carolina Summer: Carolina (1981)
34. Lord of the High Lonesome: North Dakota (1980)
35. The Widow and the Wastrel: Ohio (1977)
36. Six White Horses: Oklahoma (1977)
37. To Tell the Truth: Oregon (1977)
38. The Thawing of Mara: Pennsylvania (1980)
39. Непознат в леглото, Strange Bedfellow: Rhode Island (1979)
40. Low Country Liar: South Carolina (1979)
41. Dakota Dreamin': South Dakota (1981)
42. Сантиментално пътуване, Sentimental Journey: Tennessee (1979)
43. Savage Land: Texas (1974)
44. Страна на желанията, A Land Called Deseret: Utah (1979)
45. Green Mountain Man: Vermont (1978)
46. Tidewater Lover: Virginia (1978)
47. Заради Майк, For Mike's Sake: Washington (1979)
48. Дива красота, Wild and Wonderful (1980)
49. With a Little Luck: Wisconsin (1981)
50. Скъпа Джени, Darling Jenny: Wyoming (1975)

### Серия „Калдър“ (Calder)
1. This Calder Range (1982)
2. Stands a Calder Man (1983)
3. This Calder Sky (1981)
4. Calder Born, Calder Bred (1983)
5. Calder Pride (1998)
6. Green Calder Grass (2002)
7. Shifting Calder Wind (2003)
8. Calder Promise (2004)
9. Lone Calder Star (2005)
10. Calder Storm (2006)
11. Santa In Montana (2010)

### Серия „Аспен“ (Aspen)
1. Ранчото на влюбените, Aspen Gold (1991)
2. Илюзии, Illusions (1997)

### Серия „Братя Банън“ (Bannon Brothers)
1. Trust (2011)
2. Honor (2012)
3. Triumph (2013)

### Сборници (частично)
- Marry Me Cowboy (1995) – със Сюзън Фокс, Ан Макалистър и Маргарет Уей
- A Spring Bouquet (1996) – с Йо Бевърли, Ребека Брандуейн и Деби Макомбър
- „Укротяването на Катерина“, The Taming of Katharina в Без маска, Unmasked (1997) – с Дженифър Блейк и Елизабет Гейдж („Укротяването на Катерина“ е в съавторство със Соня Маси)
- The Only Thing Better Than Chocolate (2002) – с Кайли Адамс и Сандра Щефен
- Happy Holidays (2004)

### Документалистика
- The Janet Dailey Companion: A Comprehensive Guide to Her Life and Her Novels (1996) – в съавторство със Соня Маси

### Филмография
- 1982 Foxfire Light – филм по романа
- 1993 When a Spider Bites – ТВ филм по романа „Ride the Thunder“